# Швајцарска на Летњим олимпијским играма 1908.
Швајцарску делегацију у њеном четвртом учешћу на Олимпијским играма одржаним 1908. године у Лондону представљао је један спортиста Јулиус Вагнер, који се такмичио у атлетици. 
Швајцарска на овим Олимпијским играма није освојила ни једну медаљу.

## Резултати

### Атлетика
| дисциплина     | позиција | атлетичар     | резултат |
| -------------- | -------- | ------------- | -------- |
|                |          |               |          |
| бацање кладива | 10-19    | Јулиус Вагнер | нп       |
|                |          |               |          |